# 명순옹주
명순옹주(明順翁主, 생몰년 미상)는 고려의 제32대 왕 우왕의 후궁이다.

## 생애

### 출신
고려 말 우왕의 총애를 받은 구비삼옹주 중 한명이다. 원래 기생 출신으로, 그 이름은 연쌍비(燕雙飛)이다. 충렬왕의 총애를 받던 기생 적선래 가 맡았던 교방에서 있던 기생으로, 역시 우왕의 후궁이 된 소매향(훗날의 화순옹주)과 같은 교방 출신이었다는 이야기도 있다.

### 후궁 시절
1387년(우왕 13년) 음력 2월, 할머니 명덕태후가 죽은 후 방탕한 생활에 빠진 우왕 이 자동강에 있는 이인임의 별장에 갔다가 그곳에서 여러 명의 기생을 거느리고 연쌍비와 함께 개경으로 들어왔는데, 이때 우왕은 길에 있는 백성의 갓을 빼앗아 과녁을 만들고 말을 달려 활을 쏘기도 하였다. 또 우왕은 연쌍비를 거느리고 다야점이라는 곳에 자주 갔는데, 우왕은 연쌍비에게 허리에는 활을 차게 하고 젓대를 불게 하였으며, 용을 수놓은 옷을 입혀놓고 말고삐를 나란히 하여 다니는 바람에, 연쌍비의 의관이 우왕의 그것과 다른 것이 없어 길 가던 이들이 이것을 보고 왕과 연쌍비를 구분하지 못하기도 하였다.
이듬해인 1388년(우왕 14년) 음력 2월 현비 안씨, 소매향(화순옹주)과 함께 책봉되어 그 작위를 명순옹주(明順翁主)라고 하였다. 이날 우왕은 동강에 가서 봉천선이라는 배에 올라타고, 음악을 연주하고 그 곳에서 머물렀다. 또 연쌍비에게 말 두 필을 하사하고, 함께 데려간 기생 15명에게 말 한 필 씩을 주었다.

### 우왕 폐위 후
왕비로 책봉된지 불과 4개월만인 1388년(우왕 14년) 음력 6월 이성계 일파에 의해 우왕이 폐위되면서, 근비 이씨 소생의 창왕이 옹립되었다. 이때 근비를 제외한 우왕의 다른 왕비들은 모두 사가로 쫓겨나고 그 아버지들은 모두 유배를 가게 되었는데, 우왕의 제2비인 영비 최씨와 연쌍비는 강화도로 유배를 가는 우왕을 시종하여 따라갔다.
이후 그녀의 생애에 대한 기록은 남아있는 것이 없어 알 수 없으며, 생몰년이나 능지에 대한 기록 역시 남아있는 것이 없다. 우왕과의 사이에서 자녀는 없었다.

## 기타
- 《사가시집》 제7권에 연쌍비가 등장하는 시가 1편 전한다.[12]

## 가족 관계
- 남편 : 제32대 우왕(禑王, 1365~1389, 재위:1374~1388)